# Пюэш, Денис
Денис Пюэш (фр. Denys Puech; 2 декабря 1854, Бозуль, Аверон, Франция — 9 декабря 1942, Родез, Аверон, Франция) — французский скульптор.

## Биография

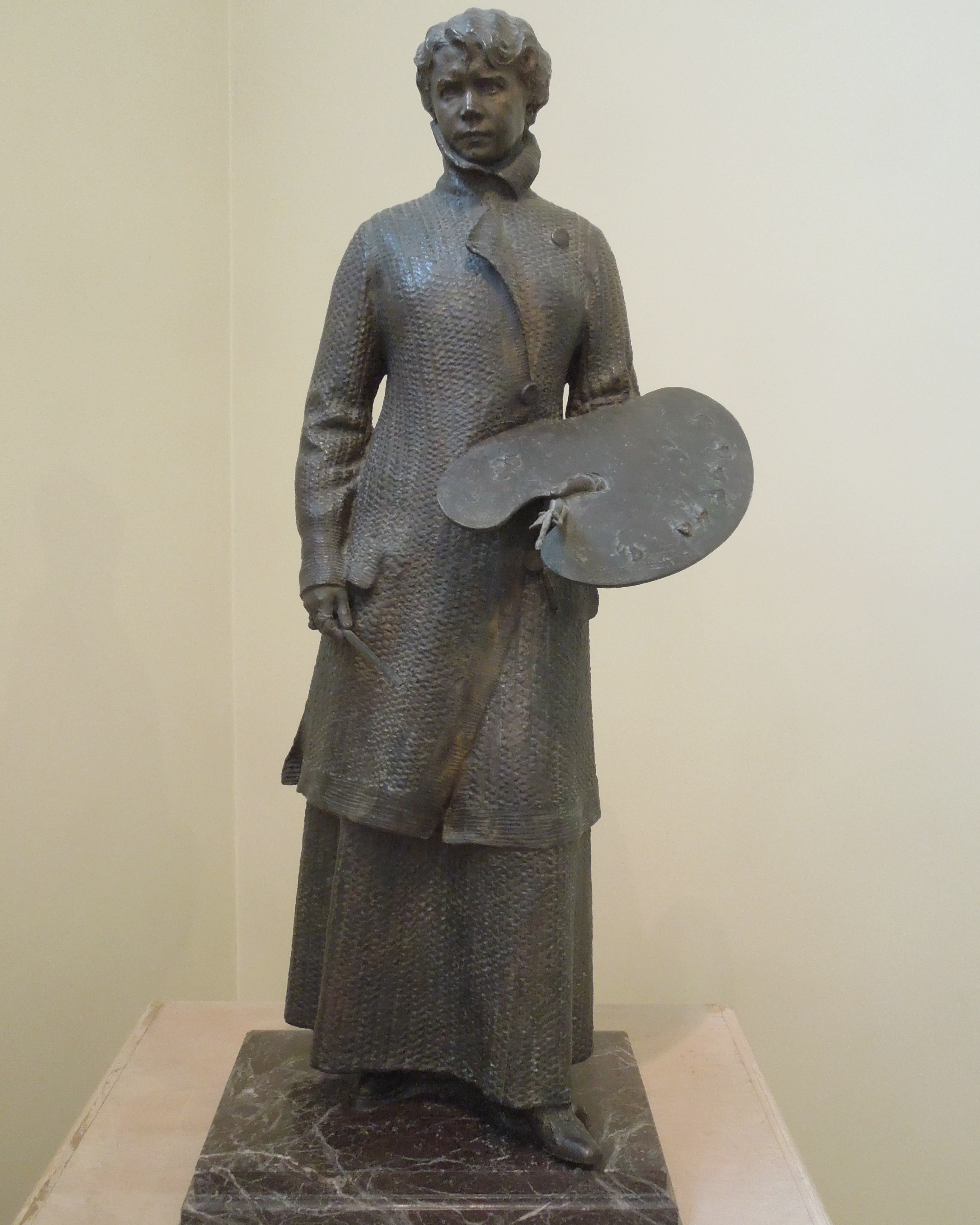
Супруга скульптора, художница княгиня Анна Гагарина-Стурдза (1913). Бронза, Художественный музей имени Дэни Пюэша, Родез

Родился в 1854 году в южнофранцузском департаменте Аверон в семье фермера. Читать и писать его научила мать, рано осиротевшая дочь ткача из ближайшего города. В юности Дэни пас отцовских овец, а затем стал учеником провинциального скульптора и каменотёса в городе Родезе. 
В 1872 году, при поддержке учителя, отправился в Париж, где смог поступить в Высшую школу изящных искусств, где затем  обучался под руководством скульпторов Франсуа Жуффруа, Анри Шапю и Александра Фальгьера. 
В 1881 году Пюэш получил Римскую премию второй степени в первый раз (за работу «Тиртей»), в 1883 году — во второй раз. Наконец, в 1884 году Пюэш, с третьей попытки, получил Римскую премию первой степени (за скульптуру «Ранненый мессенец»). 
После этого карьера скульптора развивалась чрезвычайно успешно. В 1892 году он стал кавалером, в 1898 году — офицером, а в 1908 году — командором ордена Почётного легиона. В 1900 году получил гран-при на Всемирной выставке в Париже. В 1905 году стал самым молодым (на тот момент) академиком (действительным членом) Академии изящных искусств Франции. В 1908 году женился на русской аристократке, княгине Анне Гагариной-Стурдза (1865-1918).
Будучи одним из самых известных и высокооплачиваемых скульпторов Третьей республики, Пюэш потратил часть своих гонораров на основание Художественного музея в городе Родезе, где в своё время начался его творческий путь, причём непосредственно участвовал в проектировании и украшении здания, которое распахнуло свои двери для посетителей в 1910 году. Основу экспозиции музея составили работы Пюэша, подаренные им же. 
С 1921 по 1933 год Пюэш занимал должность директора Французской академии на вилле Медичи в Риме. Выходец из народа, скульптор с симпатией относился к Муссолини и изваял бюст последнего в 1925 году. Всего же художественно наследие Пюэша насчитывает не менее 573 аннотированных работ. 
Скончался скульптор Пюэш в 1942 году в родном Родезе.
Некоторые из его работ, хранившиеся до того времени у наследников, были проданы на аукционе в 1991 году.

## Галерея

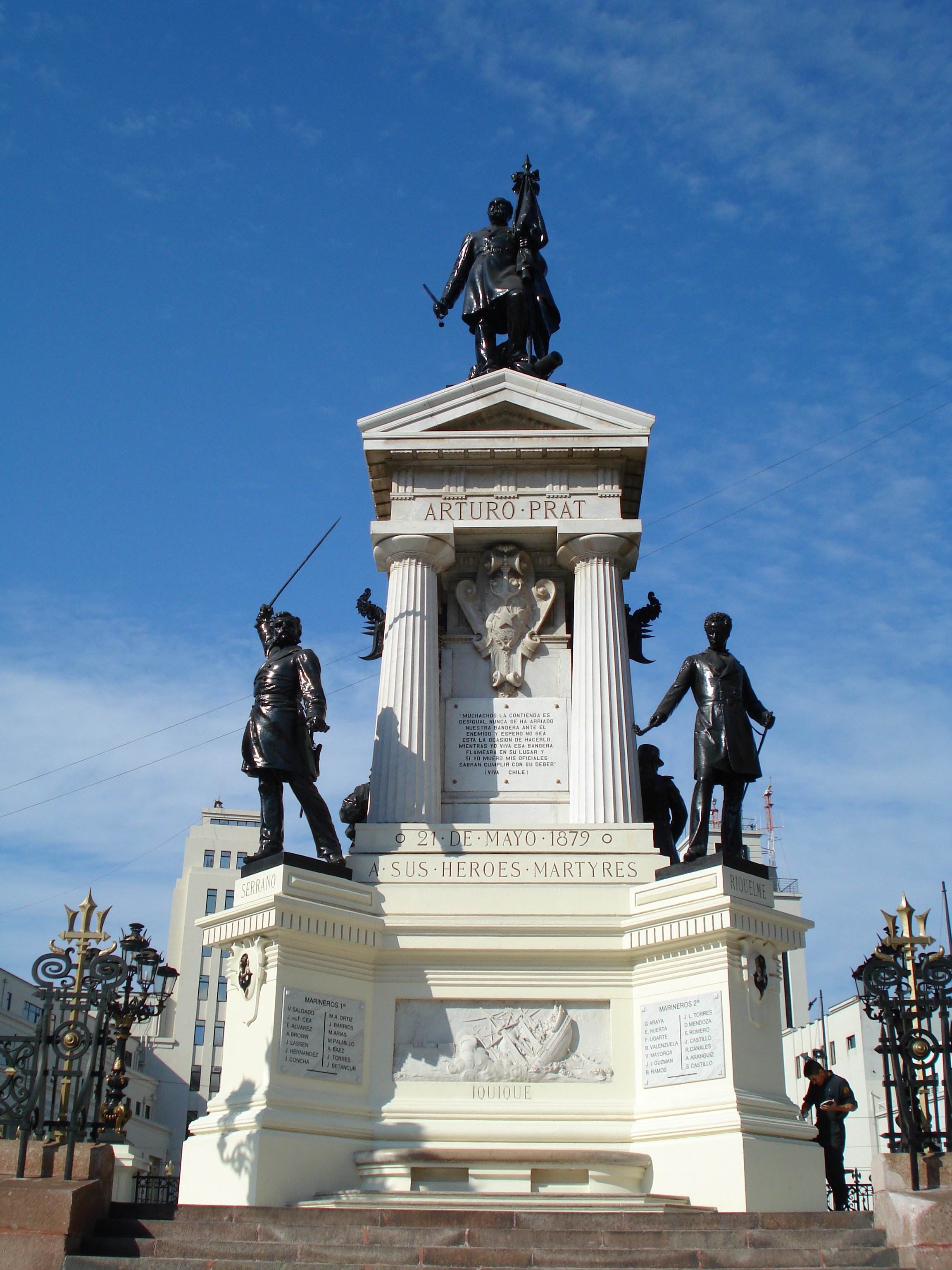
Памятник героям битвы при Икике, Вальпараисо, Чили
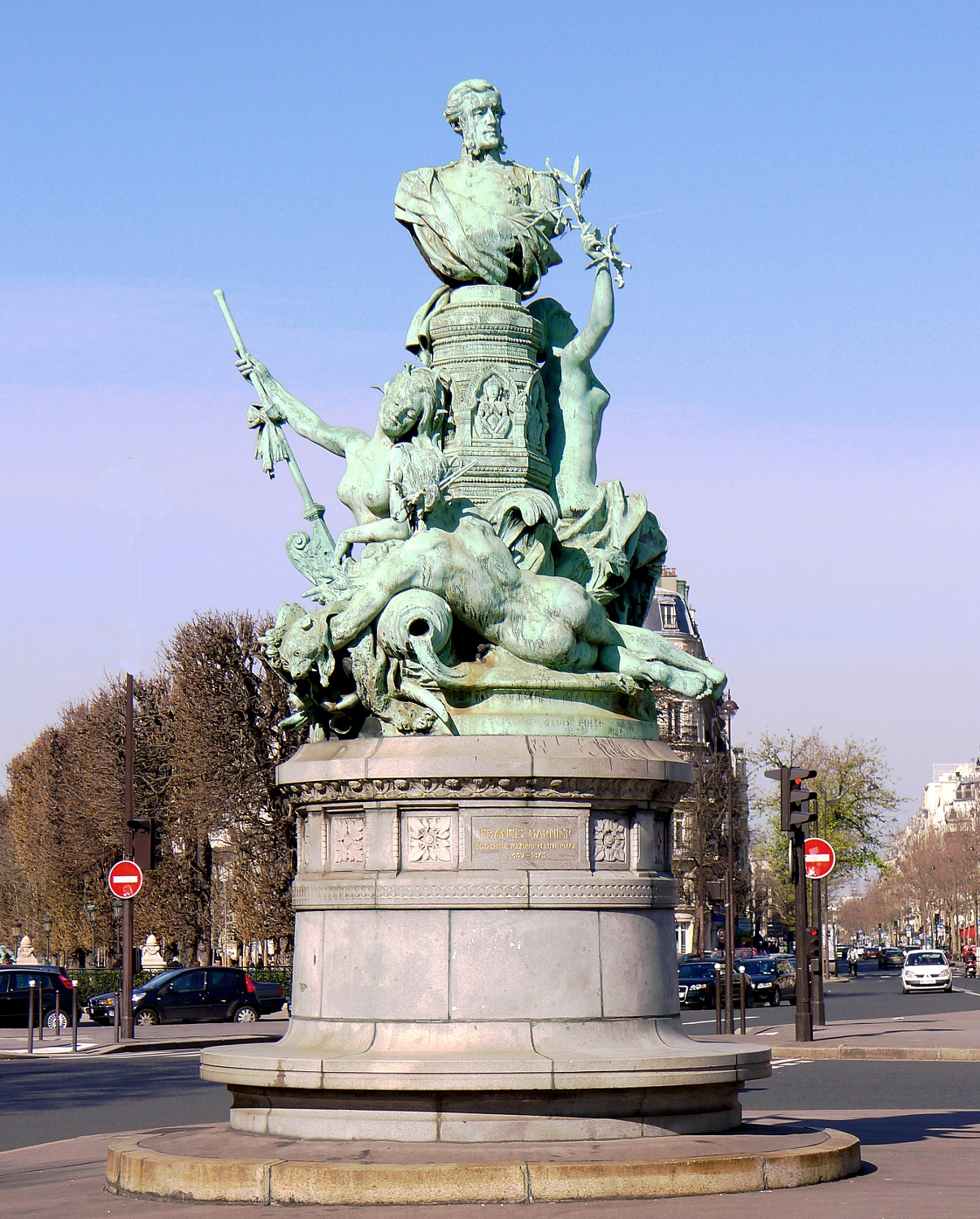
Памятник морскому офицеру и путешественнику Франциску Гарнье, Париж
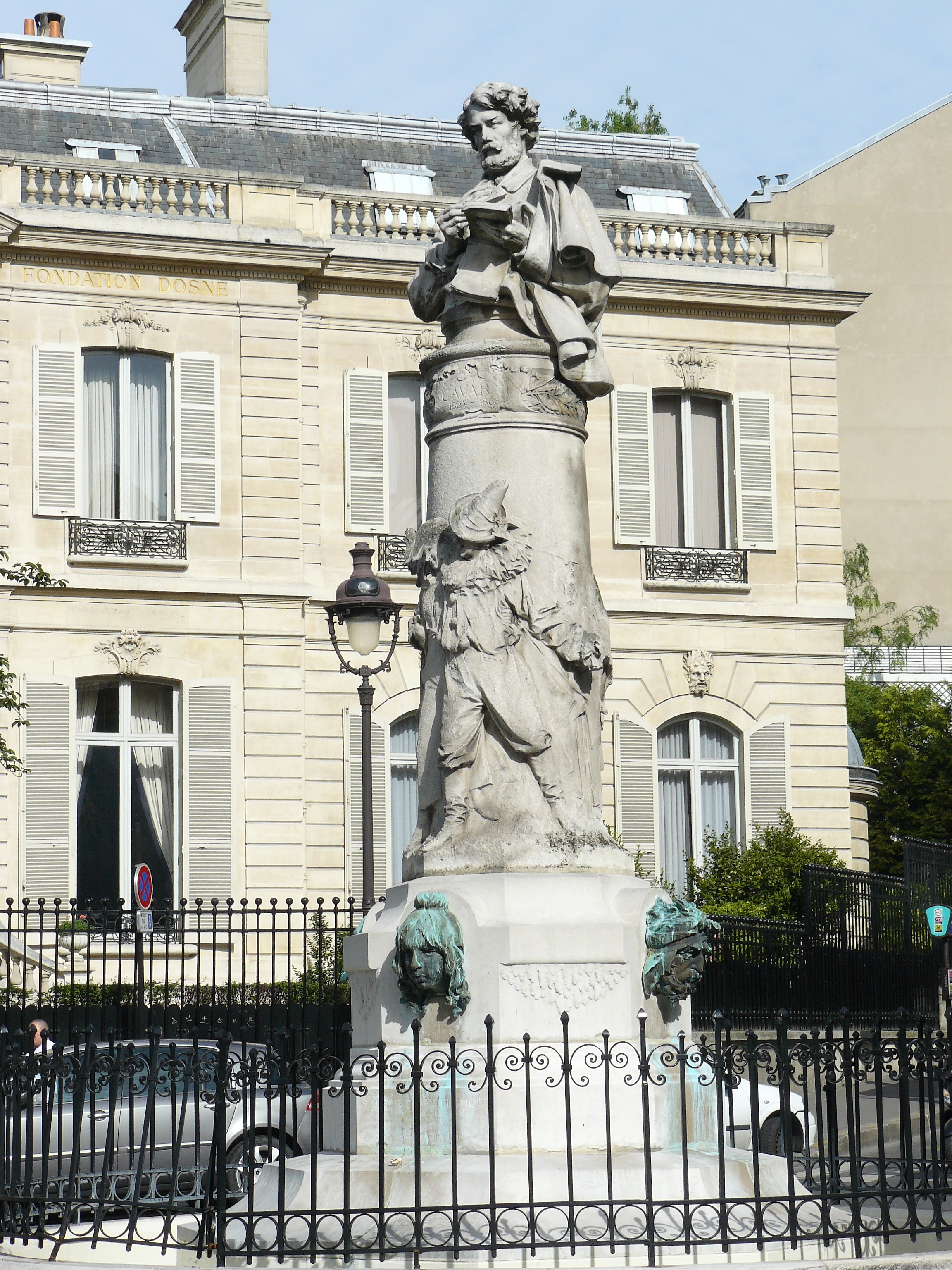
Памятник-фонтан художнику-графику Полю Гаварни (1911 г.), Площадь Сен-Жорж, Париж
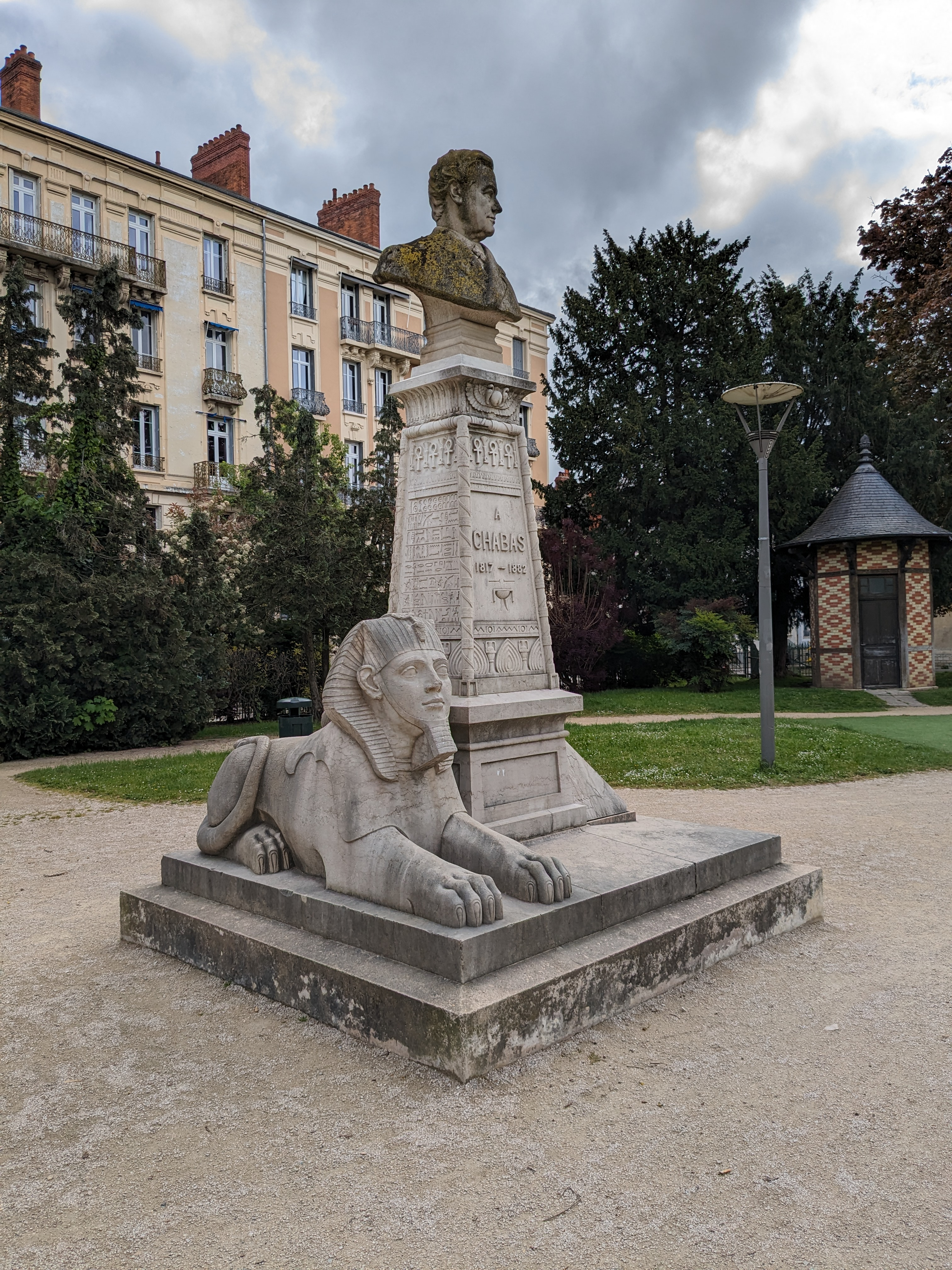
Памятник египтологу Франсуа Шаба, Шалон-сюр-Сон
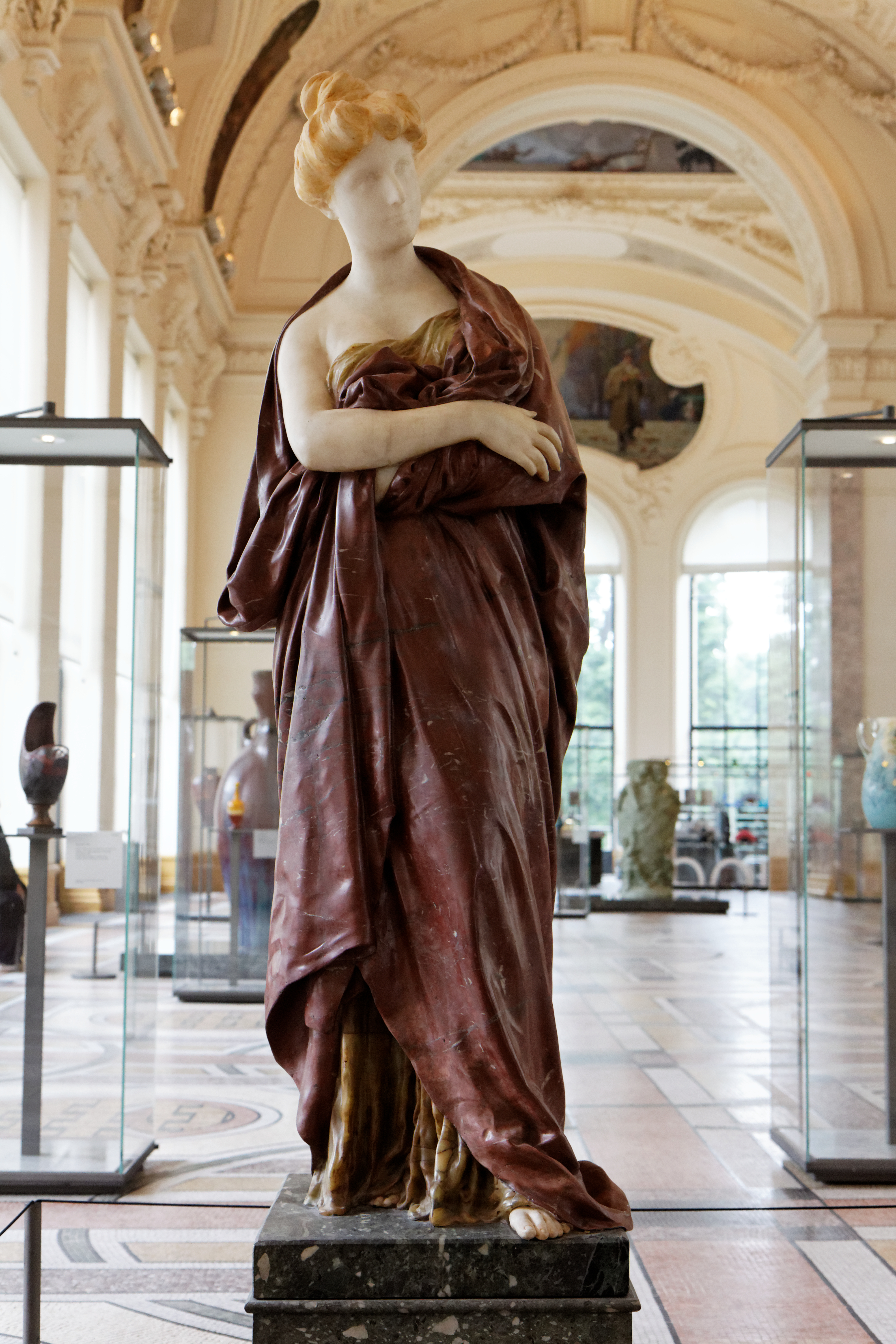
Мысль (1902), Малый дворец, Париж.
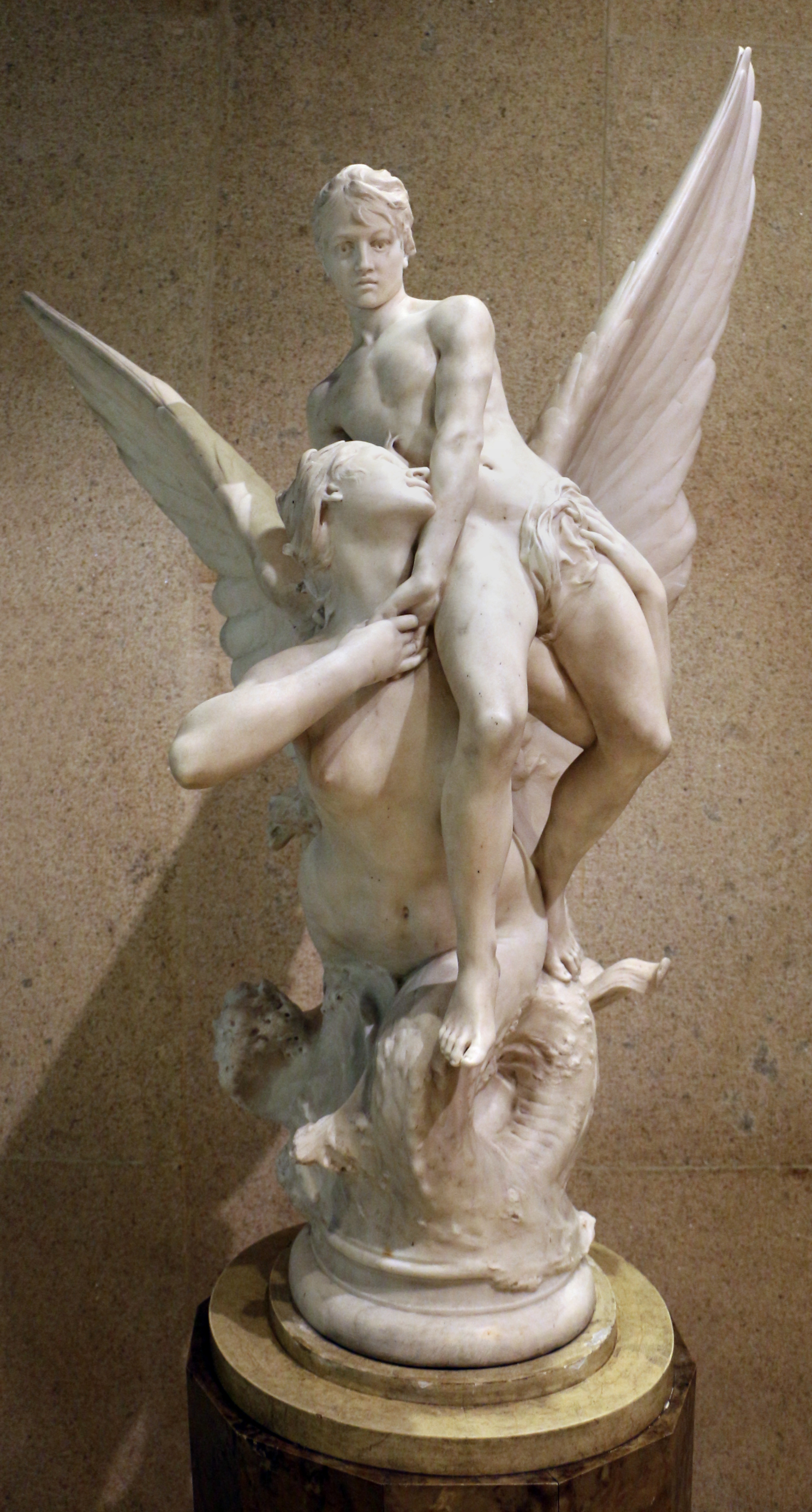
Сирена, похищающая подростка (1899), Музей Галуста Гюльбенкяна, Лиссабон
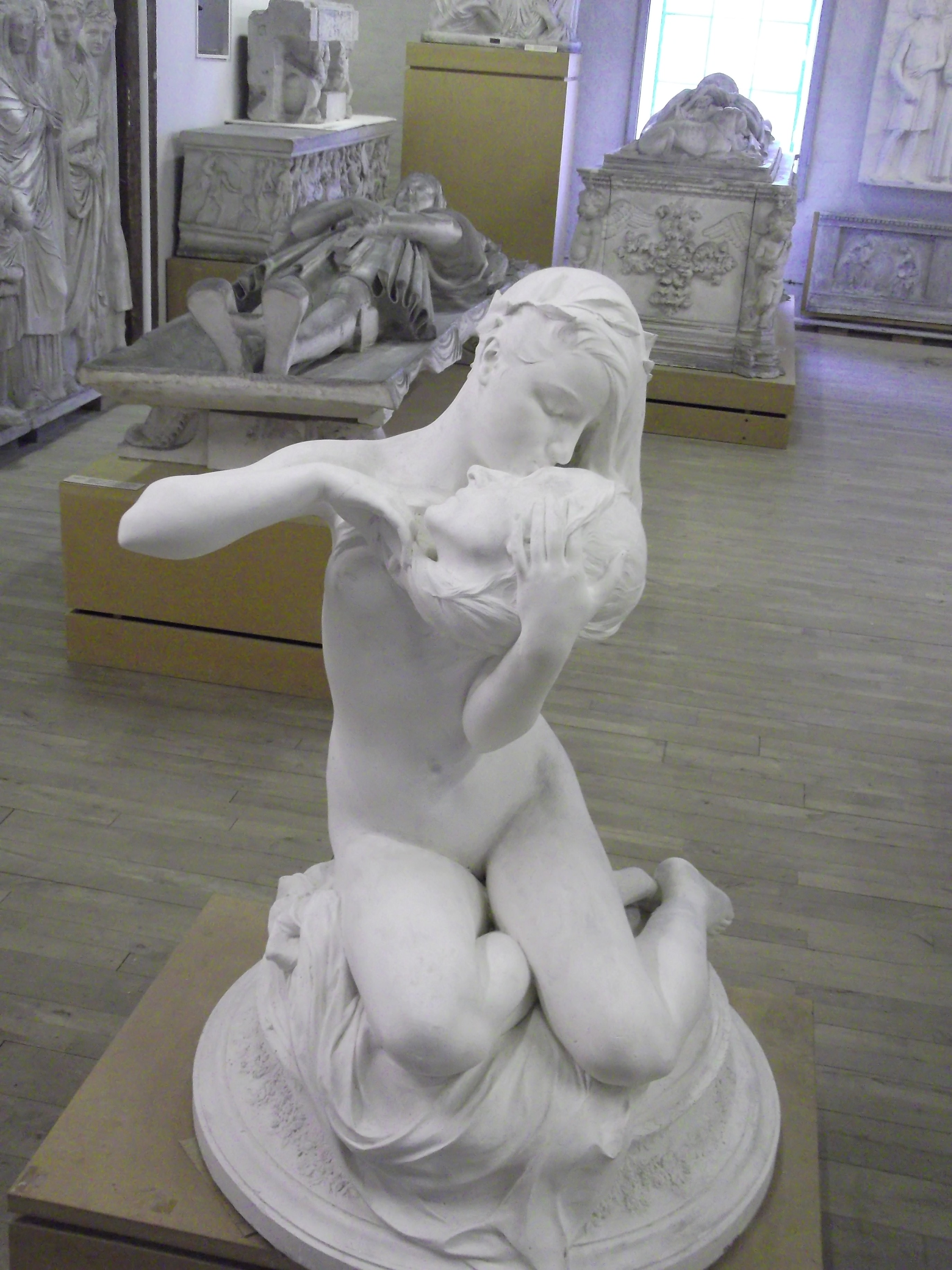
Муза Андре Шенье (1887), Государственный музей искусств, Копенгаген
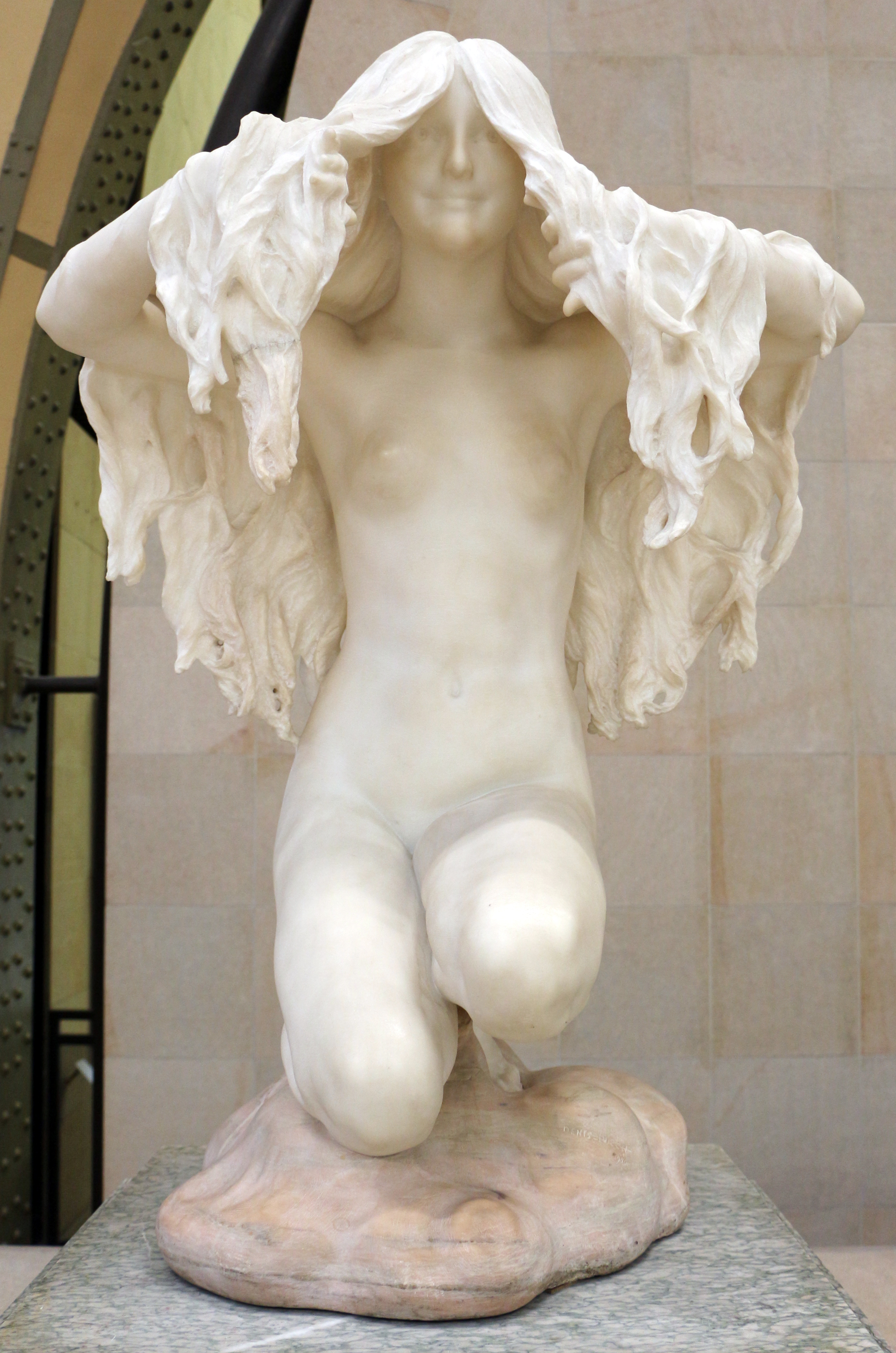
Рассвет (1900), Музей Орсе, Париж.
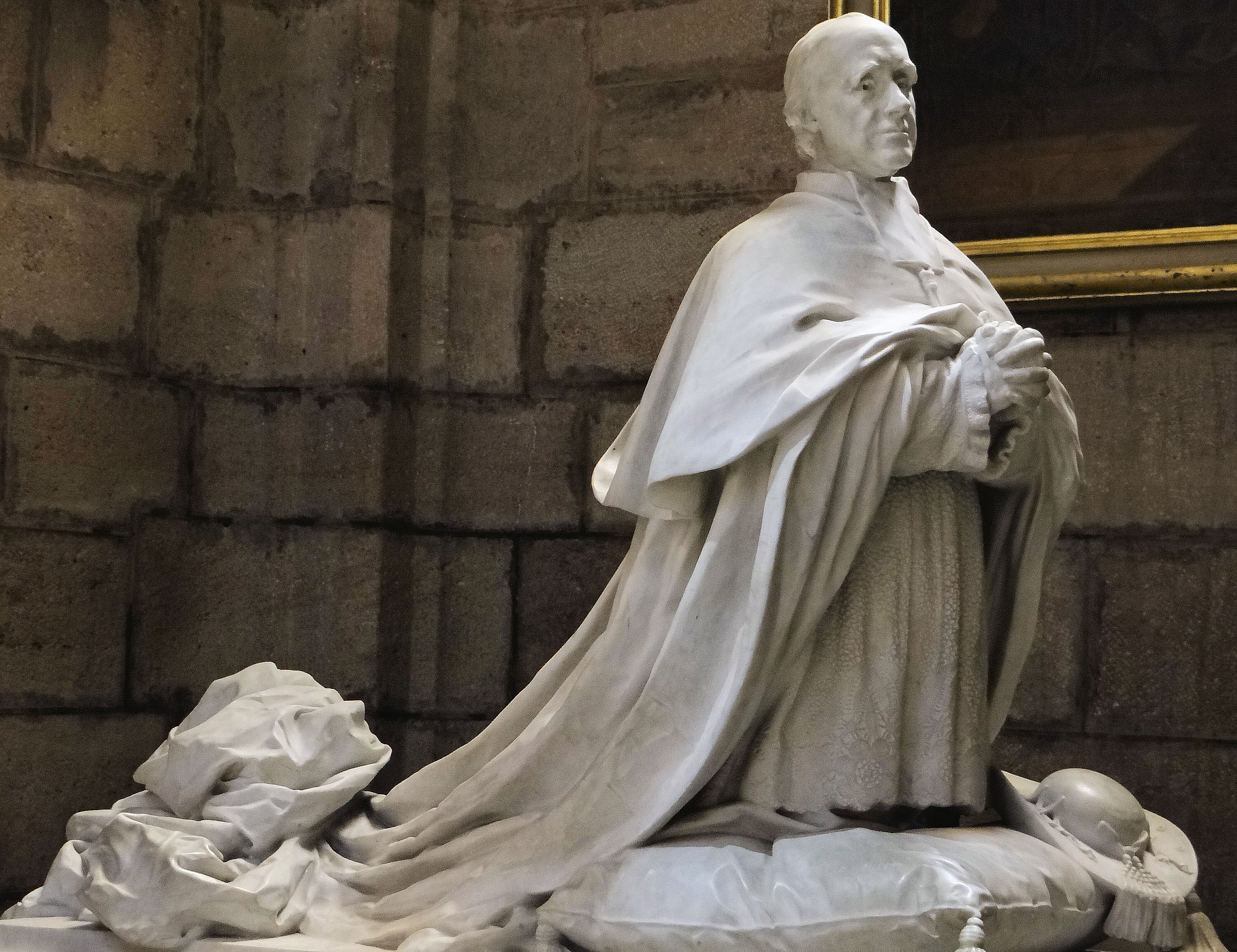
Надгробие кардинала Жозефа Бурре (1896), собор Нотр-Дам-де-Родез.
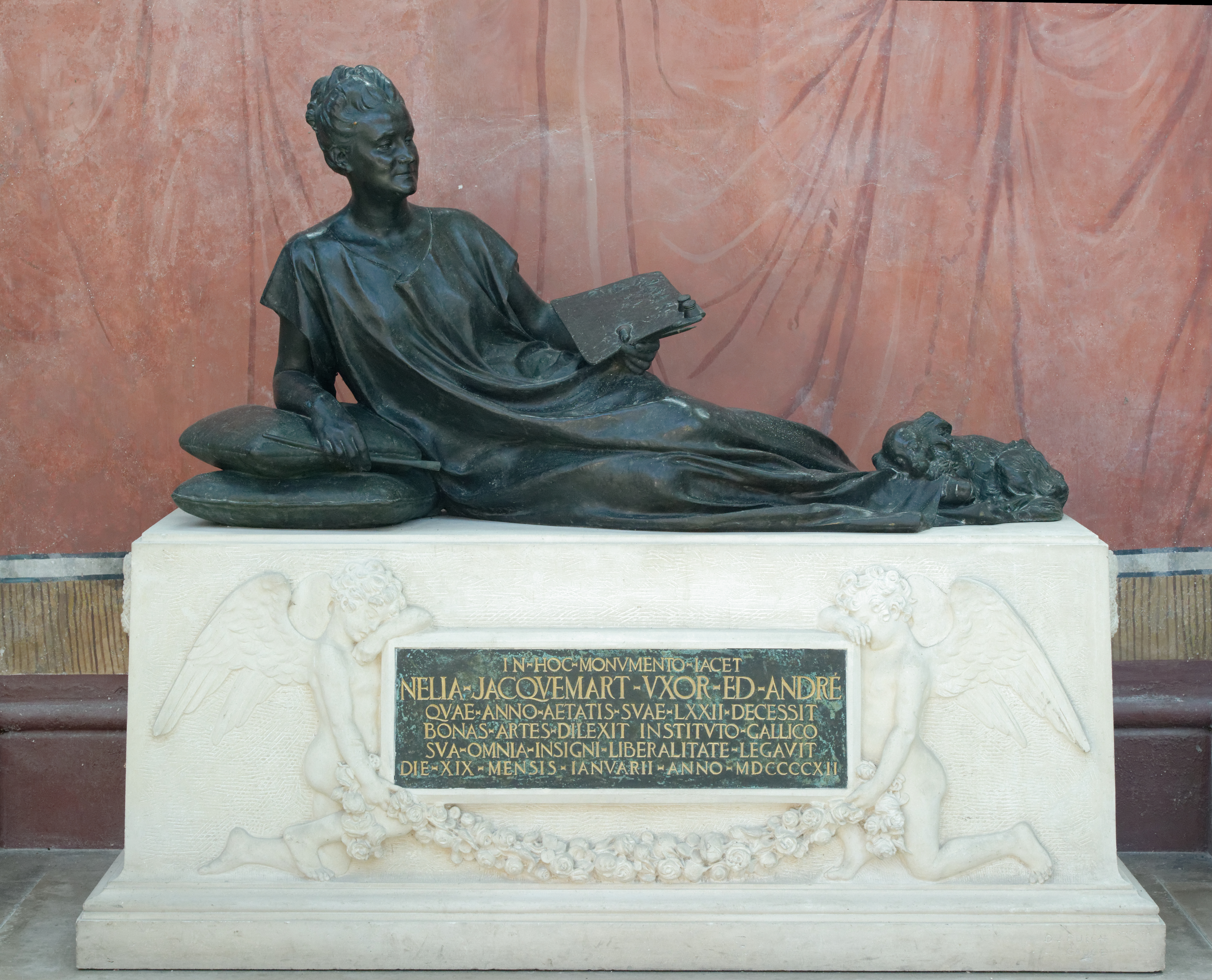
Надгробие художницы Нели Жакмар-Андре, Часовня аббатства Шали
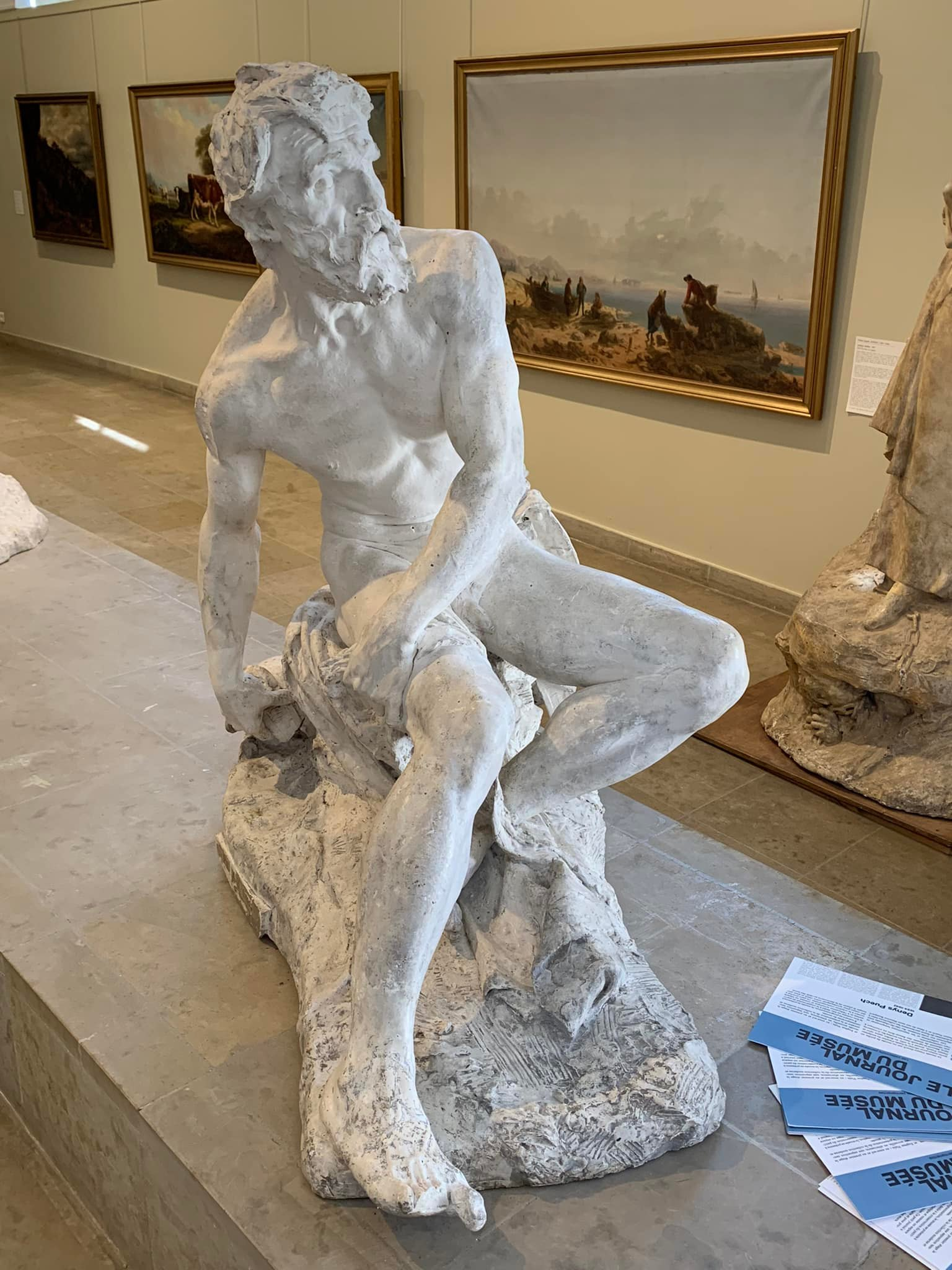
Ранненый мессенец, Римская премия 1884 года, Музей изящных искусств имени Дени Пюэша, Родез.
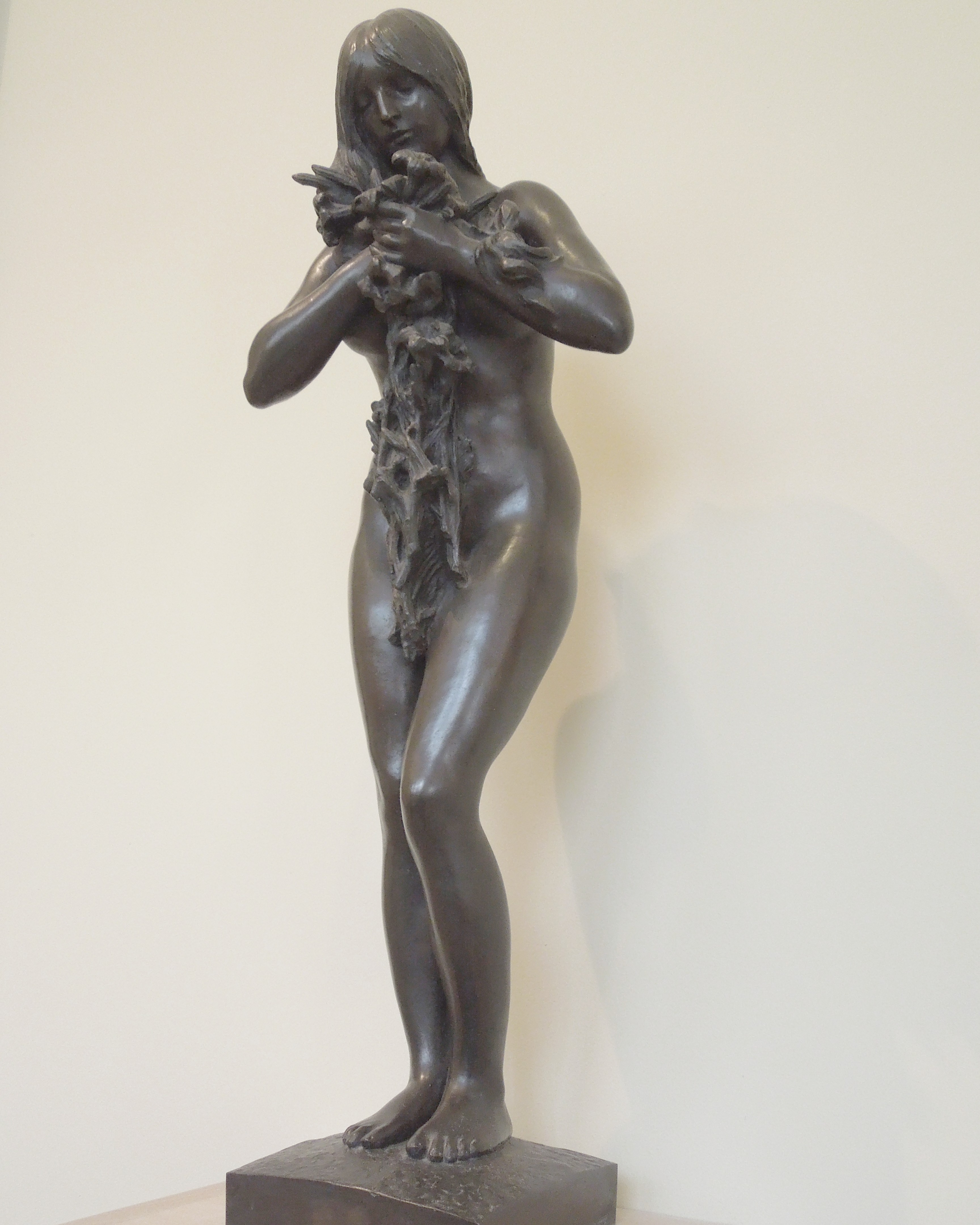
Купальщица, завязывающая волосы (1929), Музей изящных искусств имени Дени Пюэша, Родез.
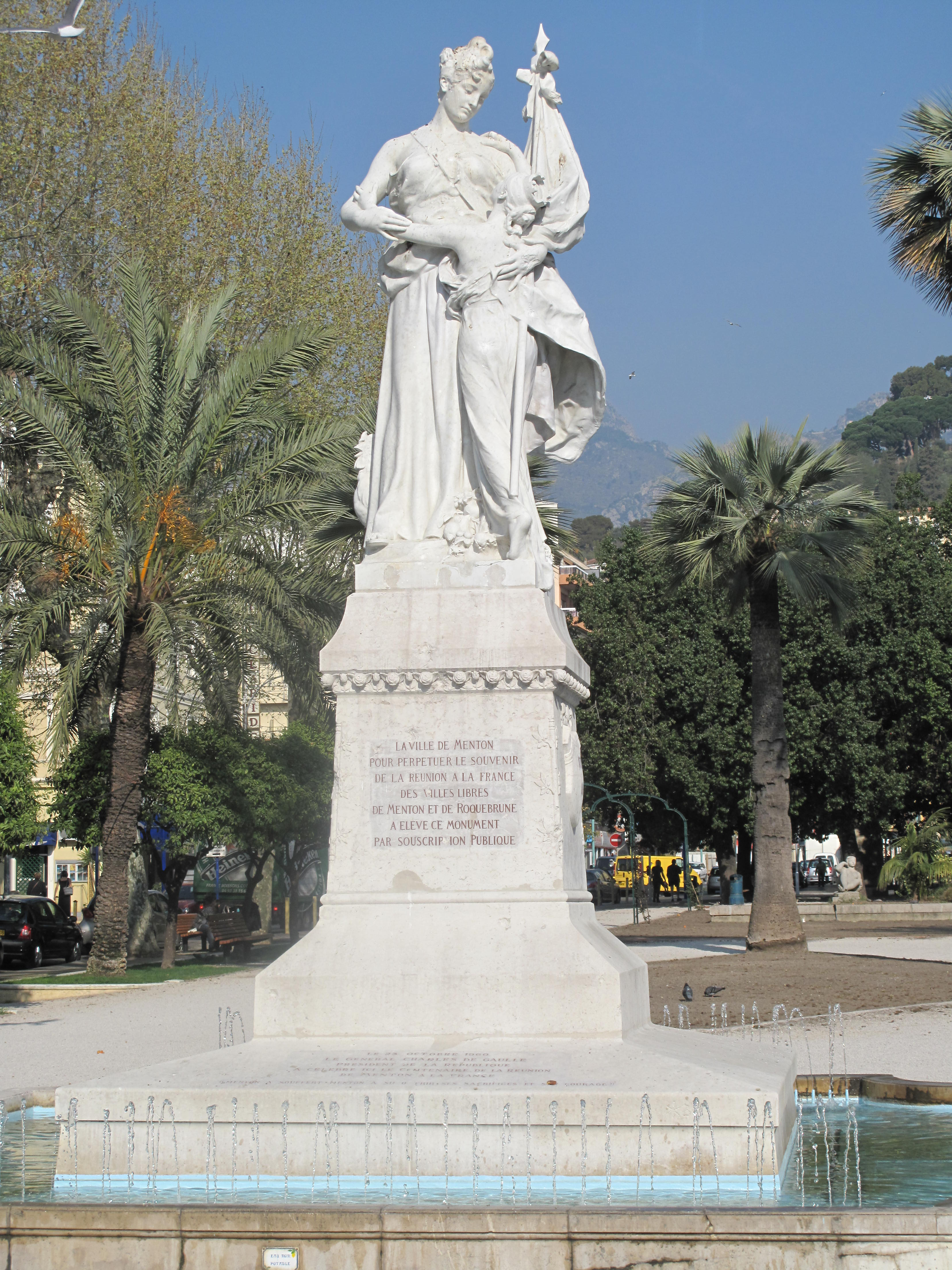
Статуя в память о присоединении города Ментона к Франции, Ментона
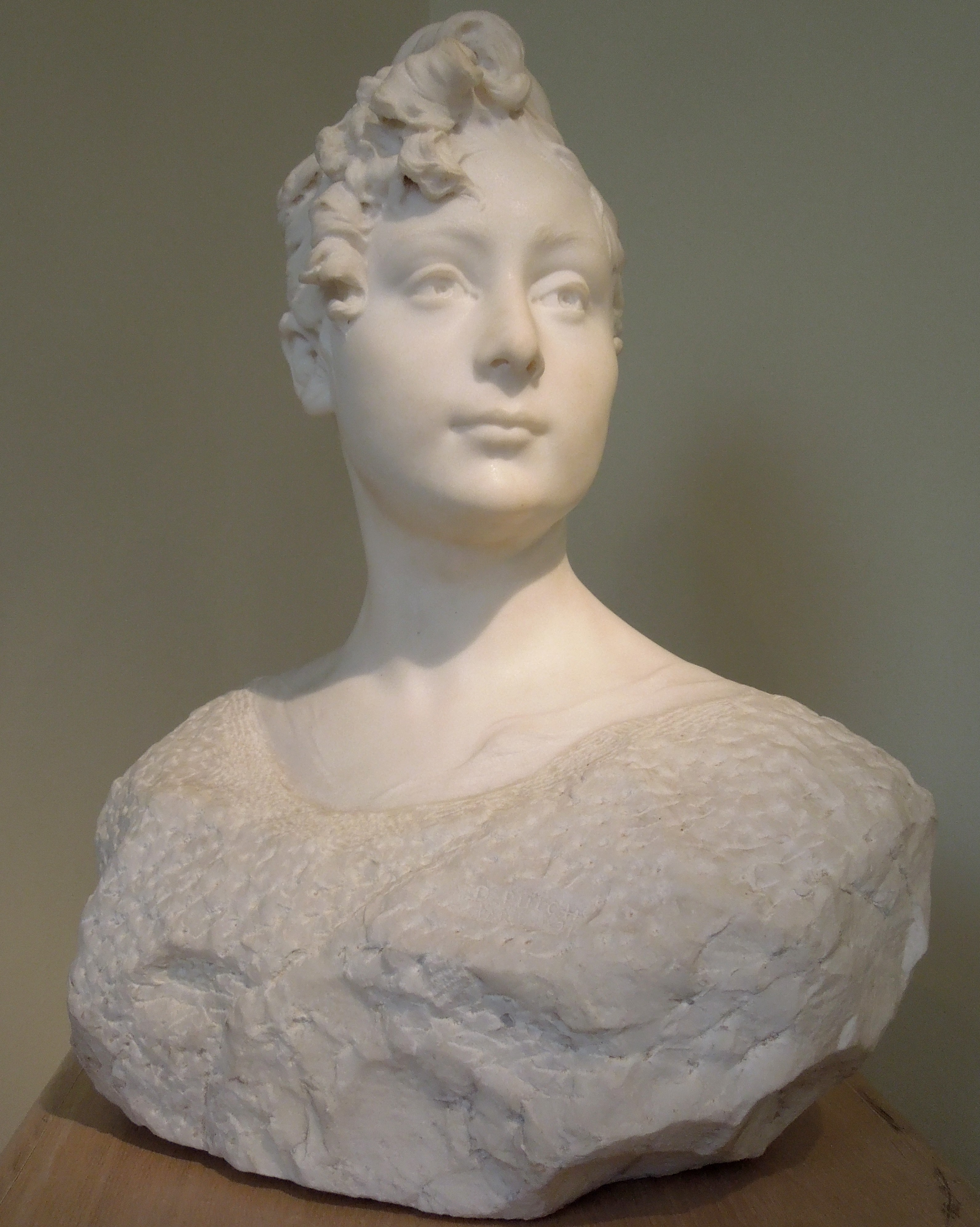
Бюст анархо-синдикалистки мадам Сорг (1897), Музей изящных искусств имени Дени Пюэша, Родез.
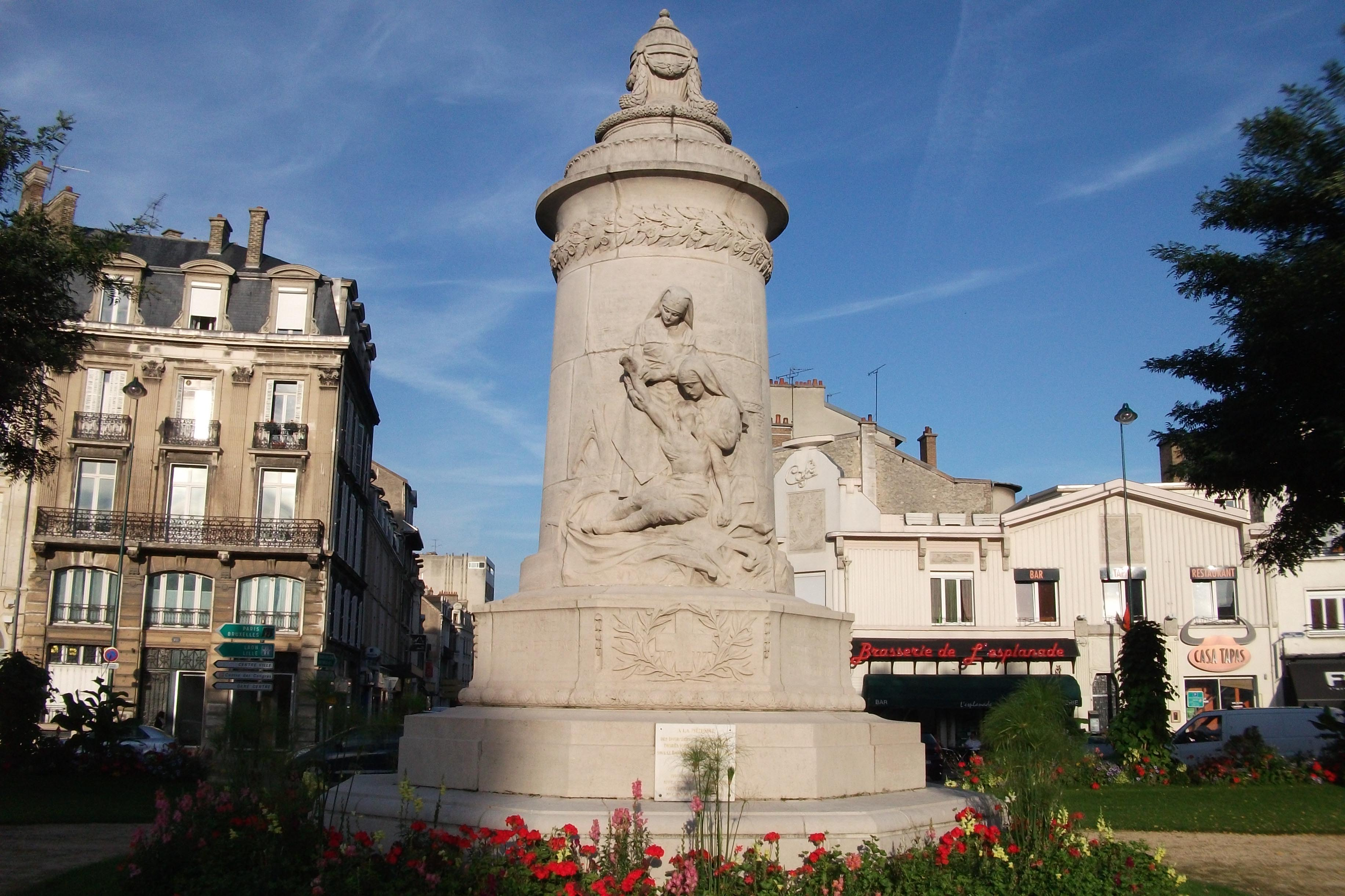
Памятник героическим французским сёстрам милосердия, Реймс
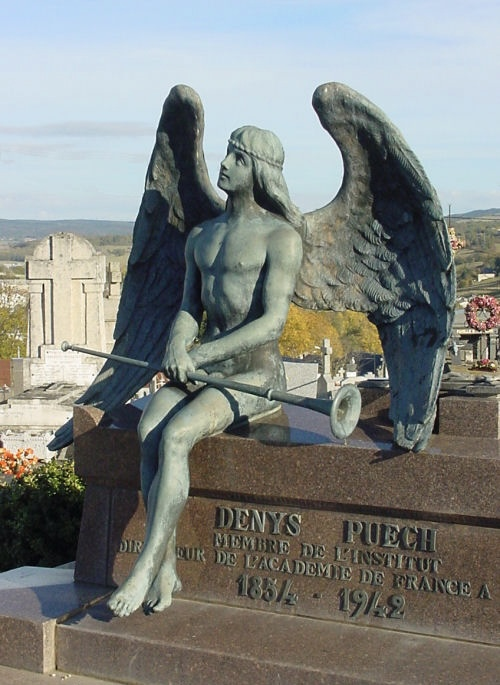
Надгробие Дениса Пюэша со скульптурой «Ангел Воскресения» его же авторства (ангел ожидает, когда трубить)